# Espesèlh
Espesèlh (en francès Espezel) és un municipi francès situat al departament de l'Aude i a la regió d'Occitània.